# Rhizotrogus cariosicollis
Rhizotrogus cariosicollis är en skalbaggsart som beskrevs av Leon Fairmaire 1873. Rhizotrogus cariosicollis ingår i släktet Rhizotrogus och familjen Melolonthidae. Inga underarter finns listade i Catalogue of Life.